# Wayne (Illinois)
Wayne è un comune degli Stati Uniti d'America, situato nell'Illinois, nella contea di DuPage e in parte nella contea di Kane.